# Псарське (Сьремський повіт)
Псарське (пол. Psarskie, нім. Wartheblick) — село в Польщі, у гміні Сьрем Сьремського повіту Великопольського воєводства.
Населення — 1682 особи (2011).
У 1975-1998 роках село належало до Познанського воєводства.

## Демографія
Демографічна структура станом на 31 березня 2011 року:
|          | Загалом | Допрацездатний вік | Працездатний вік | Постпрацездатний вік |
| -------- | ------- | ------------------ | ---------------- | -------------------- |
| Чоловіки | 841     | 184                | 583              | 74                   |
| Жінки    | 841     | 205                | 499              | 137                  |
| Разом    | 1682    | 389                | 1082             | 211                  |